# Las Bruscas
Las Bruscas fue el principal campo de detención de prisioneros «realistas» en el territorio de las Provincias Unidas del Río de la Plata. Establecido en 1817 cerca de la actual ciudad de Dolores (provincia de Buenos Aires), llegó a albergar a cerca de mil soldados y oficiales, capturados fundamentalmente en la campaña de liberación de Chile y en la Banda Oriental tras la caída de Montevideo, donde vivían en condiciones infrahumanas. William Miller traslada el relato de lo que vio dejando constancia de las terribles condiciones de vida de los prisioneros: «El Gobierno de Buenos Aires tenía a aquellos oficiales desgraciados, sujetos a la simple ración de carne y sal. La poca caza que recogían era un extraordinario lujo y el conseguir una taza de leche, un acto raro de caridad».
La posibilidad de liberar a los prisioneros fue tenida en cuenta en los principales proyectos españoles de reconquista del Río de la Plata, debido al refuerzo significativo y al conocimiento del territorio que podía aportar.
Tras los conflictos civiles de 1820 y las subsecuentes invasiones de tribus indígenas del siguiente año, el campo o "depósito" de prisioneros dejó de existir.

## El avance hacia el sur del Salado

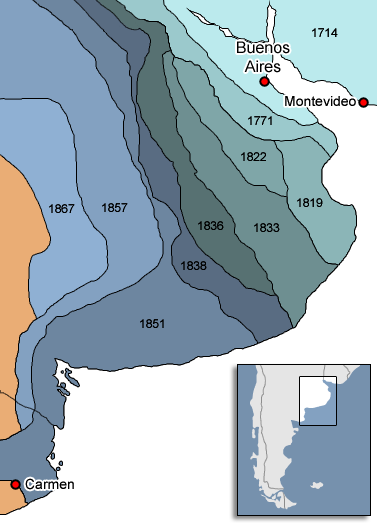
Frontera entre el territorio gobernado por las autoridades virreinales, y el territorio de los pueblos originarios.

Alrededor de 1740 los jesuitas habían fracasado en el intento de establecer una reducción en la zona al sur del río Salado.
En 1790, en tiempos del Virrey Loreto, se fijó la frontera con las tribus en dicho río y la población indígena pudo controlar con relativa tranquilidad dicho territorio, quedando Chascomús al norte como puesto de avanzada del Virreinato del Río de la Plata.
El camino hacia el sur pasaba por los actuales partidos de Quilmes y Ensenada y al sur de la localidad, a la altura del arroyo Santiago se bifurcaba. El ramal al sudeste bordeaba la "Cañada Larga" (actual Ruta 36 al sur de La Plata) y llegaba al Samborombón. Continuaba luego al este de las lagunas "Las Mulas", "La Limpia" y "La Viuda", y salvaba el Salado por el Paso de las Piedras.

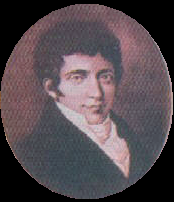
Francisco Ramos Mejía.

No obstante, la frontera era permeable y algunos estancieros dedicados a la cría extensiva de ganado vacuno se aventuraron poco a poco más allá del río. Como ejemplo, a fines de 1811 Francisco Hermógenes Ramos Mejía, con el auxilio de José Luis Molina, un baqueano criollo que hablaba perfectamente las lenguas indígenas, se internó hasta la zona de Mari Huinkul (actual Partido de Maipú, al sur de Dolores), fundando la estancia de Miraflores tras comprar las tierras a los indios.

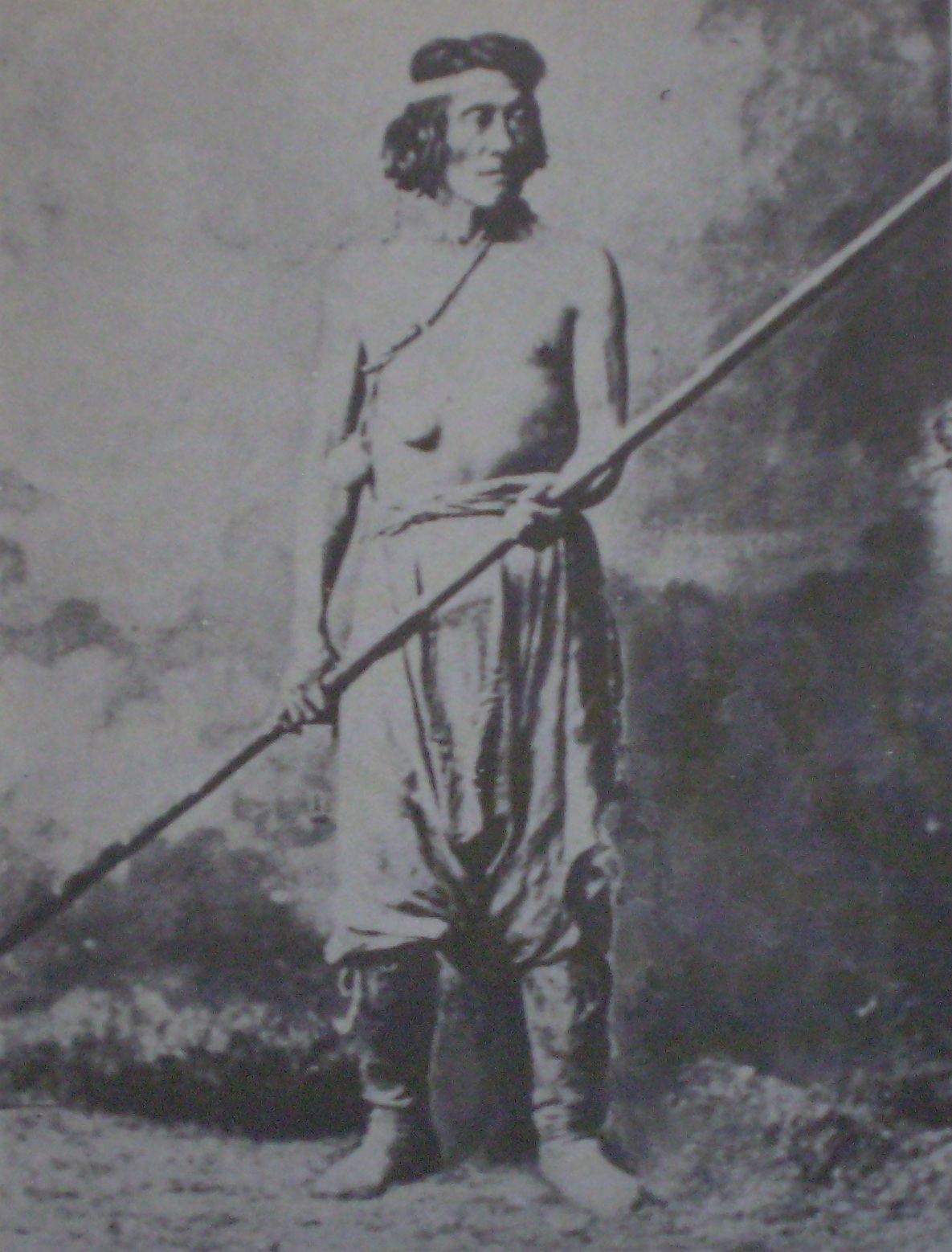
Cacique ranquel.

Hacia 1815 el movimiento tras la frontera del Salado había aumentado. El mismo Francisco Ramos Mejía recibe tierras en merced en el área de la laguna Kakel Huincul (actual Partido de Maipú). No solo se establecían estancias en la frontera. Al este de Dolores, hacia la Bahía de Samborombón, en la zona conocida como Montes del Tordillo o Islas del Tordillo se asentaban también carbonerías que talaban los bosques de talas para quemar la madera en hornos de tierra durante quince o veinte días y producir así carbón vegetal, que llevaban en tropas de carretas a Buenos Aires, donde eran uno de los principales combustibles. Dado que la tala era intensiva en el uso de mano de obra de baja calificación y que el territorio en su condición de frontera carecía de presencia de autoridades civiles, judiciales, policiales o militares, el área atrajo rápidamente marginales, maleantes, prostitutas y principalmente desertores.
El camino de las tropas de carreta era ya más directo que en el pasado: de Buenos Aires a Chascomús, desde allí cruzaba el río Salado por el Paso de la Postrera y llegaba a Dos Talas, Las Bruscas, Monsalvo, Kakel Huincul (en Maipú), laguna del Vecino (actual Partido de General Guido), los Montes del Tordillo y Montes Grandes del Tuyú, donde se reunía con el que partiera de la Ensenada de Barragán corriendo por el este.

Las Provincias Unidas en 1816.

Luego de declarada la Independencia en 1816, esta situación, común por lo demás a la campaña, motivó que hacia 1817 el gobierno de las Provincias Unidas del Río de la Plata, a cargo del director supremo Juan Martín de Pueyrredón decidiera la «suspensión al giro ordinario de las fórmulas judiciales» organizando una «comisión militar para conocer sumariamente en las causas», mientras que los fiscales exigían por su lado «castigar y escarmentar esta clase de delincuentes de que tanto abunda el Pays», muestra del «giro crecientemente conservador y autoritario de una elite revolucionaria cada vez más basada en su poder militar y en un reclutamiento compulsivo efectuado en el mundo rural».

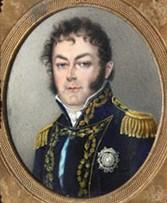
Juan Martín de Pueyrredón.

Las autoridades de la provincia tomaron también medidas destinadas a reforzar la seguridad en áreas rurales de frontera, entre ellas la de los Montes del Tordillo, y para el efectivo control de la región. Ya el comandante general de la frontera de Buenos Aires, Francisco Pico, había sido enviado a reconocer y explorar la zona de la laguna Kakel Huincul, para asentar sobre esta una nueva población y en 1815 sobre sus pasos el capitán de milicias al sur del Salado Ramón Lara fue comisionado con una partida de 25 hombres para en teoría combatir los indios del sur de este río, pero fundamentalmente como vigilantes al servicio de los hacendados y para avanzar hasta las cercanías de la actual ciudad de Maipú con el objeto de fundar un pueblo.
Allí, en tierras de Ramos Mejía, fundó más en los papeles que en los hechos la Guardia Kakel Huincul. En 1816 Juan Ramón Balcarce entonces Comandante de la Frontera dio a la partida rango de compañía y ordenó que se acantonara en Kakel Huincul como punto de partida de la Colonia y Fuerte de San Martín. Sin embargo la oposición de algunos estancieros, especialmente Francisco Ramos Mejía, dificultó la concreción del proyecto.
Entre abril y mayo de 1817 el Cabildo de Buenos Aires designó como "Comandante Militar y Juez Político de las Islas del Tordillo", al capitán de milicias de la Caballería Cívica Pedro Antonio Paz y decidió la creación de una capilla bajo la advocación de Nuestra Señora de los Dolores y un nuevo curato con el presbítero Francisco de Paula Robles como titular.
Se aprovecharía también para construir un campo de concentración para los prisioneros de guerra españoles, que estuviera alejado tanto de las fronteras externas (expuestas a las acciones de guerra con España), como de Buenos Aires, Córdoba o el litoral (expuestas a la guerra civil).

## Las Bruscas

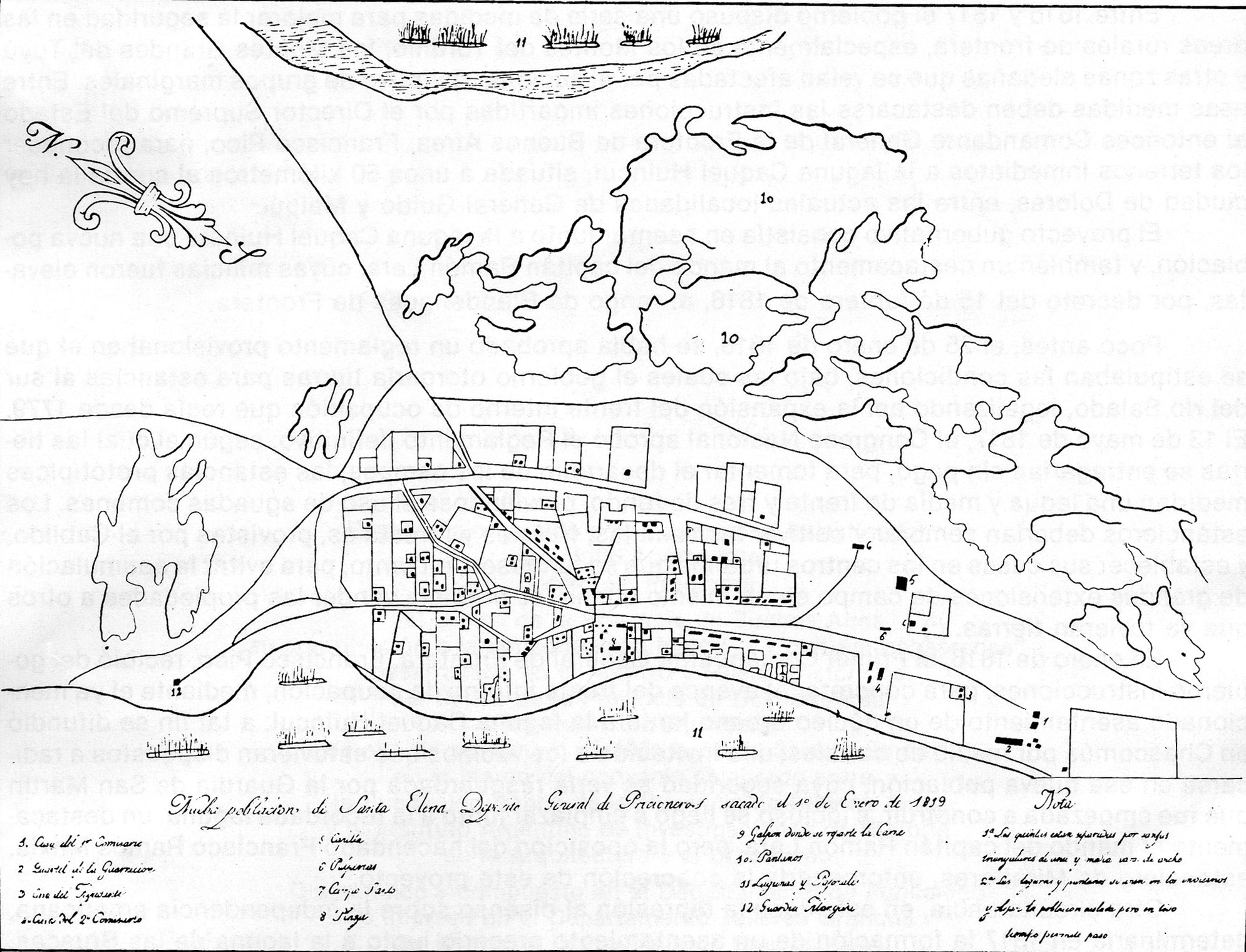
El centro de detención de Las Bruscas en 1819.

El capitán Ramón Lara estableció el campo de detención o «depósito» junto a la laguna Santa Elena.
El establecimiento que pronto se lo conoció también como "las Bruscas" por abundar en ese campo la brusca o «brusquilla», arbusto duro y con espinas, concentró al escuadrón de blandengues que el capitán Lara debía estacionar en Kaquel, que permaneció como puesto de estancia con un destacamento.
Paz, Robles y Lara se reunieron en la estancia de Domingo de Lamadrid en Monsalvo y el 21 de agosto de 1817 acordaron la fundación del nuevo pueblo más al norte del sitio previsto originalmente, Kakel Huincul, en unas lomas ubicadas entre la estancia Dos Talas de Julián Martínez de Carmona y la de Miguel González de Salomón, cerca del depósito.
El 26 de noviembre de 1817, el gobierno acordó que la población y depósito de prisioneros españoles conocido por las Bruscas, se denominase Santa Elena.
Era un fortín hecho de palos «a pique» con paredes de tierra apisonada, y las construcciones eran de barro y paja. Cada prisionero tenía que levantar su rancho al llegar.

### Los prisioneros
En 1816 Juan Pablo Pérez Bulnes inició en Córdoba un levantamiento con el objeto de alinearse con la liga de Gervasio Artigas. En su intento de controlar la ciudad y avanzar posteriormente sobre la Provincia de Santa Fe, Bulnes liberó a los prisioneros realistas confinados en su territorio y los sumó a su ejército. Reprimido el movimiento, el gobierno resolvió trasladar a 300 prisioneros involucrados a la Guardia de Luján y de allí, junto a otros ya concentrados, a Las Bruscas de Chascomús.
El 11 de junio de 1817 salieron los prisioneros de la Guardia de Luján y en septiembre ya estaban en Las Bruscas.
A mediados del invierno el campo de concentración tenía más de 500 hombres, al haberse sumado algunos prisioneros de la batalla de Chacabuco.
El futuro general Guillermo Miller confirma el número a fines de octubre de ese año cuando visita el puesto: «El depósito principal de los prisioneros de guerra estaba en Las Bruscas, distante tres leguas de Las Dos Talas, en donde existían quinientos oficiales y sargentos».
Para 1818 ya se encontraban allí más de 1000 prisioneros que sufrirían terribles penalidades. El propio Miller declara que vio un comandante «de brazos casi disecados» y añadía que «el Gobierno de Buenos Aires tenía a aquellos oficiales desgraciados, sujetos a la simple ración de carne y sal. La poca caza que recogían era un extraordinario lujo y el conseguir una taza de leche, un acto raro de caridad».

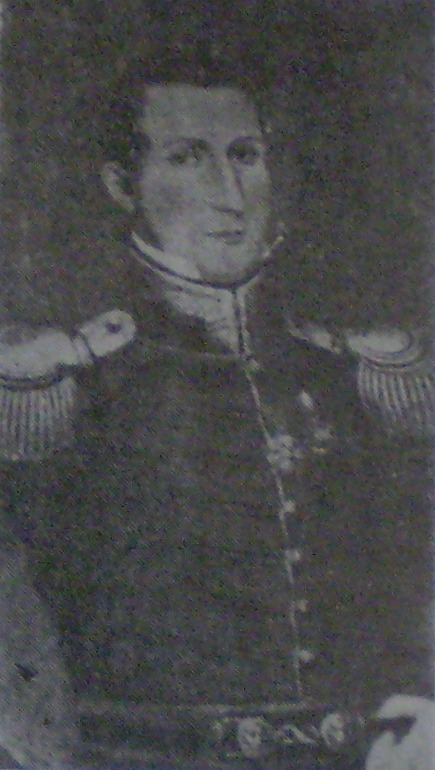
Guillermo Miller, visitante de Las Bruscas en octubre de 1817.

En zona de frontera y con recursos escasos en momentos que la nación dirigía todos los disponibles a la guerra externa y a la civil, la voluntad y posibilidad de destinarlos a mejorar la calidad de vida de prisioneros realistas españoles o criollos «empecinados».
Así, las condiciones de los prisioneros no eran las mejores. Si bien el comentario pertenece a un medio absolutamente tendencioso, refleja parte de la opinión de la época:

La humanidad se estremece al recordar los padecimientos de nuestros hermanos en Las Bruscas. Allí están aquellos desdichados mil veces peor que los cautivos cristianos en las regencias berberiscas: con cualquier motivo se les encierra, se les carga de hierro, y se les azota con la mayor inhumanidad por mano de un negro.
El Censor, periódico político y literario, Madrid, 1821, tomo XIII, página 90.

Sin llegar a esos extremos, los memoriales redactados alrededor de 1818 y enviados a la corona en 1820 por algunos prisioneros de Las Bruscas como el Breve resumen de los padecimientos de los oficiales realistas prisioneros bajo el gobierno subversivo de Buenos Aires de Juan Ángel Michelena, el teniente coronel Ambrosio del Gallo y Antonio Fernández Villamil, critican las condiciones de confinamiento. Cuando Thomas Cochrane reclamó al Virrey del Perú Joaquín de la Pezuela por las condiciones en que el general José de San Martín había encontrado a los prisioneros chilenos y argentinos cautivos en la isla de San Lorenzo, el Virrey le respondió citando como equivalente el maltrato de los prisioneros en Las Bruscas.
Las condiciones que encontró Miller, un visitante imparcial, no solo por su origen, sino porque él mismo se compadece de la situación de los prisioneros, no es peor que las sufridas por las tropas de frontera y los gauchos en general. El oficial realista fugado E. M. Anaya desde Río de Janeiro informa a sus superiores que «los soldados andan descalzos y sólo tienen ración de carne».[cita requerida]
Muchos oficiales conocidos pasaron por Las Bruscas. A los citados Michelena, Gallo, Fernández de Villamil y E. M. Anaya, puede agregarse el teniente coronel de artillería Fernando Cacho, el entonces cadete Ramón Castilla y Marquesado, el teniente coronel de caballería Antonio Seoane, el teniente coronel Andrés de Santa Cruz, etc.

#### Régimen de trabajos forzosos
Muchos de los prisioneros, especialmente de tropa, eran destinados a trabajos en las estancias de la zona: «...a los soldados les permitían colocarse de criados en las casas ó de peones en los establos de los caballos».
«Aquel depósito se parecía a un laberinto. Unos salían con licencia a trabajar a las estancias o haciendas; otros entraban y otros salían».
O incluso de pueblos más alejados: «Muchos de ellos sin embargo, estaban destinados con fines de trabajo a distintos lugares de la provincia de Buenos Aires, como Chascomús, Luján, etc.».
También la capilla del nuevo pueblo aprovechó el trabajo de los prisioneros: «Con respecto a la construcción de la primera capilla bajo la advocación de Nuestra Señora de los Dolores, se habría producido a mediados de 1818, desprendiéndose esta hipótesis de una nota del secretario de Estado, Matías de Irigoyen, que con fecha 3 de junio ordena franquear doce prisioneros del depósito Santa Elena al presbítero Francisco Robles, cura del nuevo pueblo de Dolores, para construir la capilla».
En Las Dos Talas (a 3 leguas de Las Bruscas) había una estancia, una pulpería y «tres cobertizos ocupados por treinta y ocho oficiales Españoles hechos prisioneros de guerra en Montevideo, en el año 1814» que cumplían trabajos en el lugar, contando con guardia permanente.
En estos casos el trabajo por forzado no era desdeñable. Mejoraba un tanto las condiciones de hacinamiento, mala alimentación y hastío del centro de detención. En otros casos, el trabajo forzado era dispuesto como represalia y quienes lo sufrían eran enviados encadenados a la ciudad.

#### La alimentación de los prisioneros

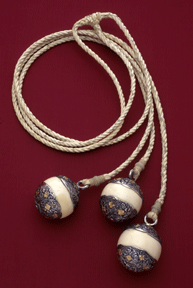
Boleadoras.

En 1817 el gobierno exigió a los españoles pudientes de Buenos Aires que contribuyeran al mantenimiento de los prisioneros de Las Bruscas.
Por otra parte los hacendados de la zona aportaban ganados de manera más o menos voluntaria. El hacendado Manuel Martín de la Calleja, por ejemplo, debió entregar 900 reses anuales para la alimentación de los prisioneros y los blandengues.
Kaquel Huincul permaneció como puesto de estancia donde se reunían los rodeos de ganados donados o expropiados. El puesto fue así conocido como Estancia del Estado, Estancia Kakel e incluso Fortín Kakel, más que por tratarse de un fortín en regla por encontrarse en el puesto principal el Capitán Lara con sus hombres reclutando los futuros blandengues.
La carne era la base de su alimentación: «El gobierno de Buenos Aires tenía a aquellos oficiales desgraciados sujetos a la simple ración de carne y sal. La poca caza que cogían era un extraordinario de lujo; y el conseguir una taza de leche un acto raro de caridad».
Respecto de la caza, los prisioneros solían tener algunas bolas y lazos, aunque los usaban pocas veces, porque solo en algunas ocasiones les concedían el permiso de que uno o dos a la vez montasen a caballo; este favor dependía enteramente del oficial de la guardia, el cual perteneciendo a la milicia de los gauchos, creía que una indulgencia de esta especie era una falta que cometía. Es interesante el uso de boleadoras para la caza a caballo por oficiales que eran españoles nativos, por revelar el nivel de adaptación a las costumbres del gaucho y el consiguiente aprendizaje y práctica y la relación que implicaba con sus guardias y peonada.

#### Vivienda e higiene

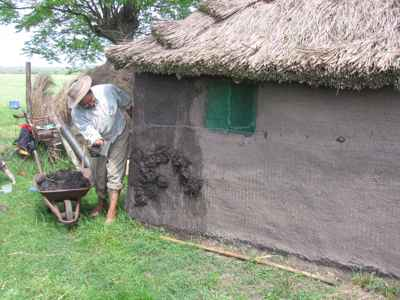
Rancho de adobe.

Si bien los datos hacen a prisioneros de Las Bruscas que cumplían trabajos bajo guardia en estancias vecinas, las condiciones eran similares, y no muy diferentes por otro lado a la de cualquier habitante de un rancho en la campaña. Los prisioneros vivían en ranchos de barro o adobe y techos de paja que ellos mismos debían construir.
Usaban camas de palos cruzados que fijaban por uno de sus lados a la pared de barro y por el otro con otros palos clavados en el suelo, con mantas de paño tosco. Rara vez tenían ventanas y cuando las tenían eran un pequeño agujero sin ventana o en el mejor de los casos con un saco viejo a manera de cortina. Por todo mueble podían tener un banquillo cubierto de un andrajo de lana, o un asiento improvisado con un tablón apoyado sobre los cuernos de dos cráneos de toro.
Al menos al alcance de los oficiales estaba el tener algunos utensilios domésticos: tenedores, cuchillos y cucharas de asta, cafeteras, sartén, banqueta que servía de asador, parrillas, fuente de barro, tazas y platos.
Los prisioneros se dejaban en general crecer la barba. Se excusaban en razón de que «el jabón artículo demasiado costoso para que pudieran comprarlo», lo cual indica que contaban con algún dinero y la posibilidad de gastarlos.

#### Tropas
Las tropas utilizadas en Las Bruscas y en Kakel Huinkul consistieron fundamentalmente en Blandengues. Estos eran milicianos que custodiaban las fronteras con el indio desde los tiempos virreinales.
Las tropas no siempre tenían particular entusiasmo por el servicio.
Ya la Primera Junta en 1810 había dispuesto la leva de todos los "vagos" sin ocupación conocida, desde la edad de 18 a 40 años. El 30 de agosto de 1815, el gobernador intendente Manuel Luis Oliden establecía que: 

Todos los pobladores de la campaña sin propiedad legítima, deben ser considerados de la clase de sirvientes... deben estar munidos de una papeleta, firmada por el estanciero para quien se trabaja y por el Juez de Paz, debiéndola renovar cada seis meses...quien transite con la papeleta vencida será reputado de vago y condenado a servir en el ejército.
Decreto del 30 de agosto de 1815, en Historia de Dolores.

En determinados momentos se utilizaron tropas del batallón de infantería de Cazadores, integrado por negros libertos o esclavos cedidos por sus dueños y que obtendrían la libertad luego de ocho años de servicio. Estas tropas operaron fundamentalmente en Tordillo, Tandil, Bahía Blanca y Carmen de Patagones.
En Las Bruscas no tuvieron buen desempeño para el control de los prisioneros.
El uso de estas tropas lo resaltan los realistas en El Censor, periódico político y literario, en un párrafo antes citado: «se les azota con la mayor inhumanidad por mano de un negro».

### Fugas de prisioneros

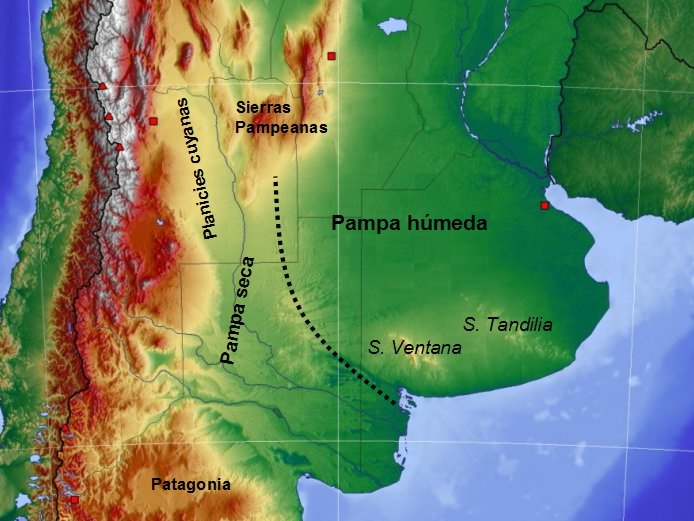
Región pampeana.

En teoría no era difícil escapar de Las Bruscas: la fortificación en sí, de palos y paredes de tierra, era vulnerable, la dotación era reducida y de tropa muchas veces levada a la fuerza, familiaridad y rutina conspiraban contra la disciplina y había un constante flujo de prisioneros que cumplían trabajos en las estancias.
No obstante la dificultad estaba en llegar a algún lado. La rodeaban por kilómetros innumerables lagunas y bañados que mutaban con las lluvias.
El río Salado se encontraba a solo cinco leguas, menos de 30 km, pero se requería de baqueanos para cruzarlo, y difícilmente podían contar con alguno, gauchos en su mayoría.
Miller en sus memorias afirmaba: «En una extensión de cien millas alrededor de Las Dos Talas (una estancia a 3 leguas de Las Bruscas), no había más que veinte estancias, y estas estaban ocupadas por los gauchos, cuya antipatía por los españoles es grandísima».

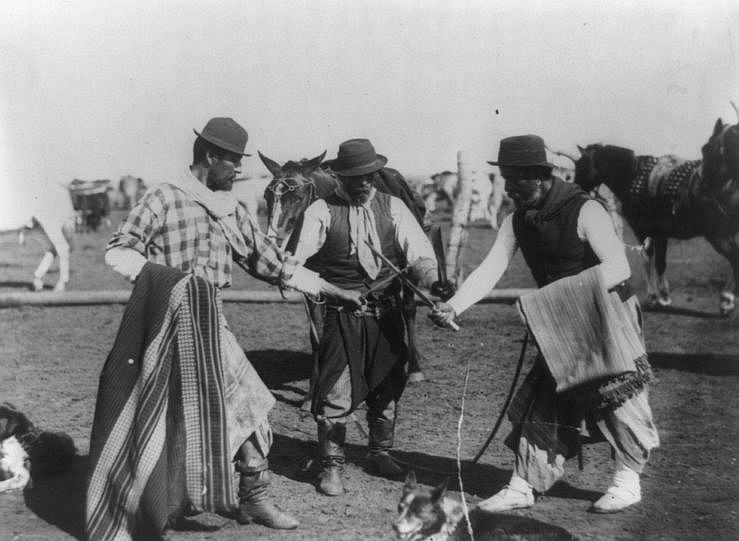
Gauchos a fines del —con la indumentaria típica usada antes de 1853—.

En esas mismas memorias, relata un intento de fuga frustrado:

Diez de los prisioneros dirigidos por el Mayor Lavinia, desesperados de verse separados del mundo civilizado, habían desertado dos años antes. Creyendo aquellos infelices poder llegar a sí mejor a Chile, que por entonces estaba por los realistas, se refugiaron entre los indios salvajes; pero al cabo de sufrir horribles privaciones, vagando sin dirección fija más de dos mil millas y haber perecido siete de hambre y cansancio, los treinta restantes, desconfiando de poder realizar sus deseos, se entregaron a un puesto avanzado de los patriotas cerca del territorio de Pehuenche, prefiriendo sufrir su triste suerte de prisioneros, a la vida que tenían que hacer entre los salvajes; cuyas maneras y costumbres, según lo describía el mayor eran en extremo desagradables.
Guillermo Miller: Memorias del general Miller

No obstante las fugas se dieron repetidas veces, especialmente en 1819 y 1820. Faustino Ansay relató:

A pesar de las órdenes rigurosas que dictaron los insurgentes, se fugaron varios oficiales en número considerable. Aquel depósito se parecía a un laberinto. Unos salían con licencia a trabajar a las estancias o haciendas; otros entraban y otros salían... Muchos consiguieron sacar licencia para ir a Buenos Aires al hospital por enfermos...se marchaban de a dos, de a cuatro y hasta de a veinte prisioneros a la vez a causa de que los soldados de la custodia se iban retirando por no tener como mantenerse.
Faustino Ansay

En general, las fugas exitosas llevaban a Buenos Aires, donde recibían apoyo de los pocos realistas que quedaban, especialmente algunas damas de sociedad cuyas riquezas y lazos de familia les daban protección y oportunidad, como Melchora Rodríguez de Beláustegui o Clara Nuñez de Azcuénaga, quien llegó a ocultar más de cien oficiales y soldados españoles, o de aquellos ligados por lazos de familia.
En muchos casos, el hospital al que conseguían el traslado, servía de primera etapa de la fuga, como fue el caso de Michelena.
De Buenos Aires tentaban el paso vía Colonia a Montevideo, ocupada entonces por los portugueses. Allí recibían del cabildo un vale que les permitía ser alojados por ocho días gratuitamente por algún vecino, tras lo cual debían procurarse sustento. El principal agente de España en la ciudad era Feliciano del Río, quien desde la llegada a América del embajador en Río de Janeiro José Antonio Joaquín de Flores Pereyra Maldonado y Bodquín, Conde de Casa Flores (o Flórez), había recibido el encargo de procurar la evasión de los prisioneros y apoyarlos en la medida de lo posible en su huida. Procuraba ayudarlos a conseguir transporte para España o el Perú, o seguir a Río aunque en muchos casos, los refugiados se dispersaban por la campaña.
Tras la redada de realistas efectuada el 27 de noviembre de 1819 por los portugueses, la situación se tornó más difícil para quienes huían.
Llegados a Río de Janeiro, recibían el auxilio del activo embajador, el Conde de Casa Flores, quien tras interrogarlos y recabar información de utilidad para la causa de España, les proveía dinero, alrededor de 3000 reales, y ubicación por unos días. Desde allí se regresaba a España o se intentaba el paso a Perú, a través del mar hasta el Callao para los afortunados, o tras una larga marcha por el Mato Grosso y el territorio de Beni.

#### Represión
El castigo por intentar fugarse consistía muchas veces en ser cargado de cadenas y enviado a cumplir trabajos forzados en Buenos Aires u otras ciudades.
El subteniente León Barrientos Alvarado, capturado con su hermano Santiago el 4 de febrero de 1817 en Las Hornillas por el Ejército Libertador, y detenido en Las Bruscas, fracasó al intentar fugar recibiendo por castigo trabajar en obras públicas encadenado entre el 13 de junio de 1818 y el 20 de enero de 1820, en que pudo huir a Brasil.
En ocasiones, de tener éxito la fuga, se aplicaban castigos similares a sus compañeros: «Cuando algún realista se fugaba, cinco de los prisioneros eran sorteados y enviados a Buenos Aires, acollarados y engrillados, para trabajar en las calles o en obras públicas».
En 1818 Pueyrredón afirmó que había que dar por terminada la tolerancia con los prisioneros ya que no habían «trepidado en fomentar y promover conspiraciones y en fugarse cuantas veces les fuera posible».

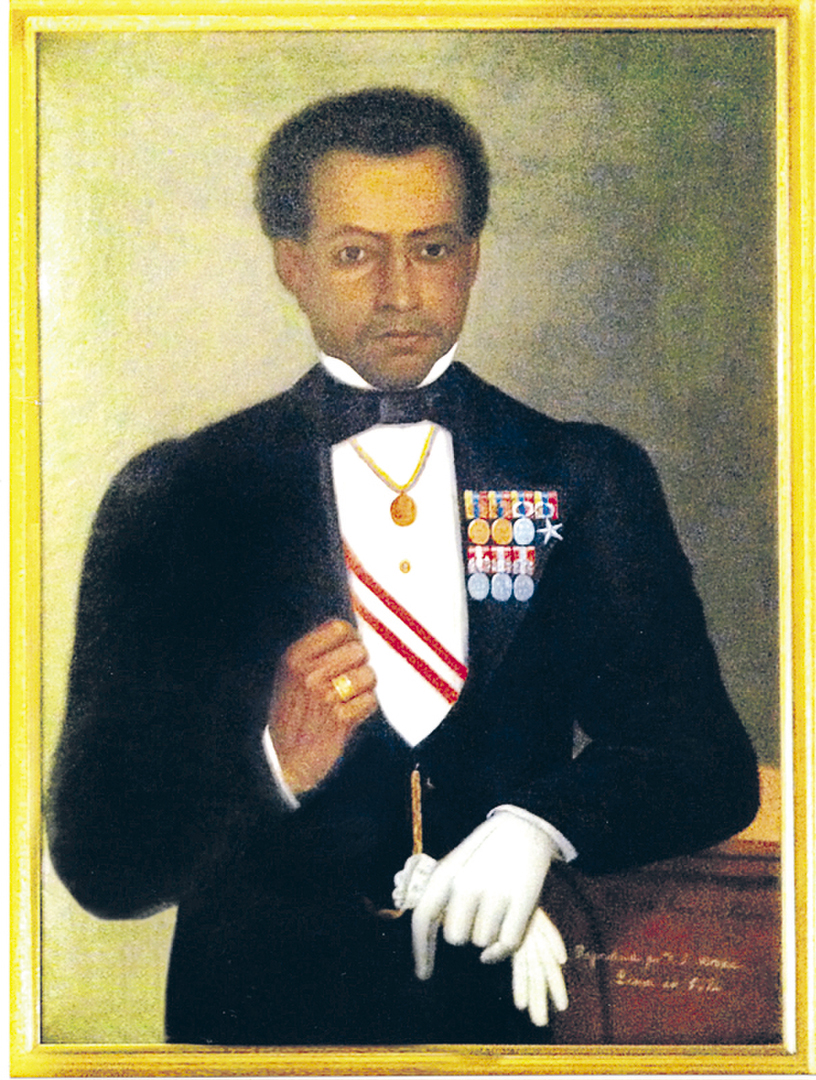
Bernardo Monteagudo.

Las fugas continuaron, pero en 1819 ocurrió un hecho de gravedad, la sublevación de prisioneros en San Luis, donde se hallaban detenidos los prisioneros de cierto rango de la guerra con Chile, que fue percibida como un peligro real para la revolución, especialmente cuando se temía que había sido preparado en coordinación «con las montoneras que mantenían la anarquía en las provincias argentinas y que uno de sus instigadores era José Miguel Carrera, que esperaba recuperar con tales revueltas el gobierno de Chile». La situación en Chile era compleja y la posición de los patriotas distaba de ser segura: simultáneamente con el levantamiento de los prisioneros se producía la sublevación de los hermanos Prieto en la cordillera de Talca y se renovaba la guerra al sur del río Biobío por los realistas dirigidos por Vicente Benavides aliados con los mapuches.
El levantamiento, planeado por el capitán Gregorio Carretero y puesto en marcha el 8 de febrero, preveía detener (o matar según se afirmó) al teniente gobernador Vicente Dupuy y a Bernardo Monteagudo, copar la guarnición de San Luis, el pueblo y luego unirse a los montoneros en Córdoba o repasar la cordillera para unirse a las partidas realistas del sur de Chile.
El movimiento fracasó gracias a las partidas del pueblo organizadas por el comandante de milicias José Antonio Becerra. Se distinguieron en la resistencia Juan Pascual Pringles y el entonces oficial de milicias Facundo Quiroga. Las represalias fueron injustificables, más allá del riesgo cierto a la revolución, de los numerosos antecedentes de actos similares cometidos por los realistas en el Alto Perú y en Chile y de los que se cometerían a futuro, especialmente por Benavides. El mismo Dupuy decía: «Ese fue el instante en que los deberes de mi cargo y de mi autoridad se pusieron de acuerdo con la justa indignación del pueblo. Yo los mandé degollar en el acto y expiaron su crimen en mi presencia y a la vista de un pueblo inocente y generoso donde no han recibido sino hospitalidad y beneficios». Treinta y tres prisioneros fueron muertos y solo un miliciano. El proceso sumario conducido por Monteagudo finalizó con la ejecución de otras ocho personas.

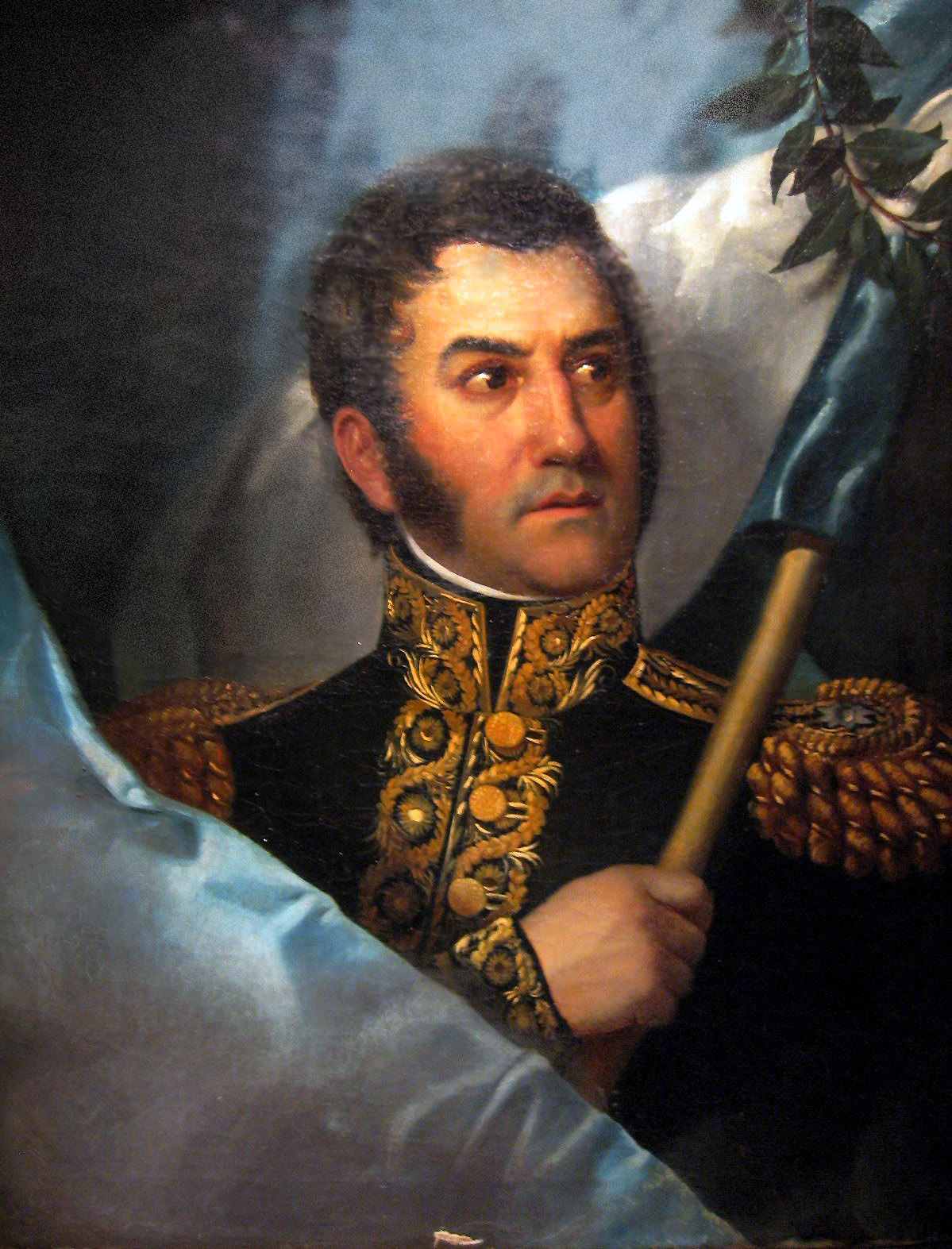
José de San Martín.

El 16 de febrero llegaron las noticias del levantamiento a Santiago de Chile, y San Martín, sin conocer aún que había sido reprimido, escribió desde su campamento a Bernardo O'Higgins:

Ahora más que nunca se necesita que Ud. haga un esfuerzo para auxiliar a Cuyo. Yo partiré esta noche, y espero sacar todo el partido posible de las circunstancias críticas en que nos hallamos. Yo temo que todos los prisioneros de Las Bruscas hayan sido incorporados en la montonera. Chile no puede mantenerse en orden, y se contagia si no acudimos a tiempo. No quede libre un sólo prisionero. Reúnalos Ud.todos:eche la mano a todo hombre que por su opinión pública sea enemigo de la tranquilidad. En una palabra, es preciso emplear en este momento la energía más constante.
Diego Barros Arana: Historia general de Chile, página 88.

En España se acusó que existía un plan para ejecutar a los prisioneros realistas aprovechando la Ley de Fugas:

Se hallaban reunidos en la Punta de San Luis una porción considerable de ilustres prisioneros procedentes en su mayor parte de la batalla de Maipú. Los había asimismo en Las Bruscas, otro punto perteneciente al Virreinato de Buenos Aires y los había también en uno de los fuertes de aquella capital.
Parece que sus gobernantes, y señaladamente el director Pueyrredón y el generalísimo de Chile, San Martín, habían decretado el exterminio total de aquellas víctimas del honor y de la fidelidad...se hizo concebir a dichos prisioneros por el conducto de pérfidos emisarios y de una fingida correspondencia la halagüeña idea de recobrar su libertad. Se compraron hombres infames que declarasen haber sido heridos y maltratados por los prisioneros en el acto de hacer terribles ensayos para fugarse de las cárceles, de este modo trataron de dar una forma de legalidad a la muerte de los que gemían bajo las cadenas de las Bruscas y Buenos Aires.
Mariano Torrente: Historia de la Revolución Hispanoamericana

Afirma el autor furiosamente antirrevolucionario, y, de hecho, antiamericano, que en San Luis los prisioneros sobrevivientes fueron salvados de la «turba furiosa» por el oficial de guardia que «cierra sus puertas y se opone abiertamente a darles entrada protestándose de que no se ha de manchar su espada con la sangre inocente de aquellos desgraciados que aguardaban con la más religiosa conformidad su último fatal destino».
Finalmente el supuesto plan del gobierno se suspendió: «Se apresuraron por lo tanto los más filantrópicos a poner en uso todos los recursos de su mediación a fin de contener la bárbara mano de los conjurados. Temió el gobierno insurgente de Buenos Aires los efectos de una conjuración ya descubierta, temió la ira de los gabinetes europeos de cuyo apoyo necesitaba para consolidar su malhadada independencia y despachó sin dilación órdenes presurosas para contener el puñal fratricida.
Ya los detenidos en las Bruscas iban a ser inmolados al furor revolucionario cuando llegaron las citadas órdenes.
En El Censor, periódico político y literario, de similar tendencia, se afirmaba a raíz de la muerte de prisioneros sublevados en San Luis que «No satisfecho todavía de sangre estos caníbales intentaron deshacerse de igual modo de unos doscientos oficiales españoles prisioneros que estaban en las Bruscas. A este efecto se comunicó al oficial encargado de este depósito una orden facultándole para que á la menor sospecha que tuviese de ellos los exterminase a todos». No hay prueba alguna de tal plan y no parece razonable su existencia teniendo en cuenta la personalidad de los líderes involucrados, los intereses de la revolución y el trato previo. Sí es factible que ante la carencia de recursos, la situación civil y militar y el involucramiento de los prisioneros en los planes tanto españoles como rebeldes se tomara la decisión de aumentar los recaudos de cara a evitar sublevaciones o fugas masivas o reprimirlas con rapidez y severidad.

## Anarquía de 1820 y fin de Las Bruscas
El 10 de junio de 1819, el Congreso de Tucumán eligió como Director Supremo de las Provincias Unidas del Río de la Plata al general José Rondeau, quien inició tratos con el general Carlos Federico Lecor, gobernador portugués de Montevideo, para atacar en conjunto a los federales, lo que implicaba ceder Entre Ríos y Corrientes a Portugal.
Una alianza del gobernador de Santa Fe, Estanislao López, con el de Entre Ríos, Francisco Ramírez, fuerzas correntinas al mando de Pedro Campbell, del general chileno exiliado José Miguel Carrera y con el apoyo de Carlos María de Alvear inició las hostilidades.
Las fuerzas destacadas en la frontera con el indio se redujeron al mínimo. Eso incluyó las de Las Bruscas, donde solo quedó una compañía reducida de blandengues, con lo que recrudecieron las fugas. Tras vencer los federales en la batalla de Cepeda el 1 de febrero de 1820, Buenos Aires fue un caos, lo que fue aprovechado por muchos prisioneros que se encontraban en el hospital de la ciudad o cumpliendo trabajos forzados.
Aprovechando las disensiones de las provincias del litoral, el nuevo gobernador de Buenos Aires y futuro líder federal, coronel Manuel Dorrego, salió a campaña para enfrentar a López. Las fuerzas de Alvear y Carrera se separaron del santafecino y ocuparon San Nicolás de los Arroyos, donde Dorrego los derrotó el 12 de julio. Las tropas capturadas por los porteños fueron enviadas a Las Bruscas.
Carrera se dirigió con los restos de sus tropas hacia el sudoeste, al territorio de la frontera con el indio.
Dorrego fue derrotado luego en la batalla de Gamonal el 2 de septiembre y fue reemplazado por Martín Rodríguez, comandante de las milicias rurales, con el apoyo de las tropas de Juan Manuel de Rosas, los Colorados del Monte, con lo cual Carrera no solo no había conseguido suficientes fuerzas para invadir con éxito Chile sino que tanto los gobiernos de las provincias federales como el finalmente establecido en Buenos Aires le negaron autorización para cruzar sus territorios hacia el oeste.

### Campaña de Carrera en la frontera
Carrera quedaba así bloqueado en la frontera de Buenos Aires. Con las pocas fuerzas que conservaba marchó sobre Las Bruscas donde «puso en libertad los chilenos prisioneros en San Nicolás que estaban encerrados quienes consintieron alistarse en sus filas bajo la solemne promesa de ser restituidos a su libertad tan luego como la capital cayera en sus manos».
No obstante haber negado apoyo a Carrera, la verdadera actitud de Buenos Aires dio lugar a suspicacias:

Le han llegado por conductos muy seguros las noticias de que el gobernador de esa provincia facilitaba a José Miguel Carrera loa medios de invadir a Chile permitiéndole que reclute gente para la expedición entre los mismos soldados que este país prodigó para defender a Buenos Aires y aún concediéndole que para aumentar sus fuerzas saque a los prisioneros de las Bruscas.
Juan Ascencio: Acusación pronunciada ante el Tribunal de Jurados de Lima

Ahora con cerca de 500 hombres, Carrera tomó la decisión de internarse y negociar el apoyo de los ranqueles para su tránsito a Chile, quienes aprovechaban el caos para iniciar una serie de ataques a poblaciones de la frontera al norte del Salado.
Tras ayudar a Carrera a hacer un arreo de vacas y caballos robados en Arrecifes hacia la pampa, le propusieron participar de un malón sobre el pueblo de Salto. En conjunto con 2000 indígenas del cacique Yanquetruz, el 3 de diciembre de 1820 atacó, saqueo y destruyó completamente el pueblo, quedando cautivos 250 mujeres y niños. También sufrieron malones los pueblos de Rojas, Lobos y Chascomús. En febrero de 1821 Carrera se internó hacia el sudoeste.

### El malón de 1821

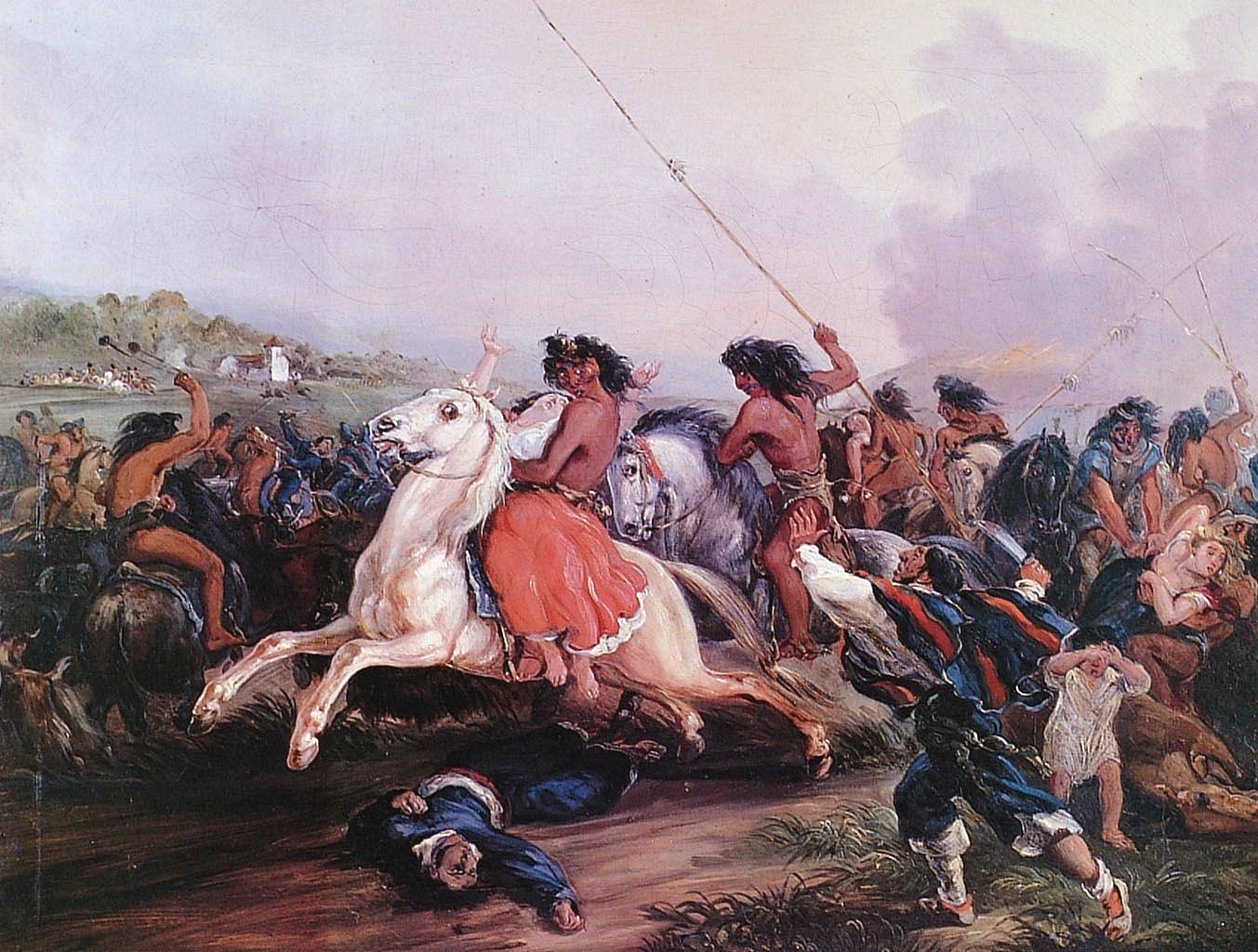
El malón por Mauricio Rugendas.

Ante la indignación pública por los malones, el gobernador Martín Rodríguez decidió responder pero como tanto Carrera como los ranqueles eran difíciles de alcanzar rápidamente, tras una infructuosa entrada hacia Tandil al regresar atacó a los indios que vivían pacíficamente al sur del Salado en la estancia de Miraflores, de Francisco Ramos Mejía, de las tribus de Ancafilú, Pichiman, Antonio Grande y Landao con el pretexto de que desde allí planificaban las invasiones:«No produjo ésta mayores resultados, si no al contrario más disposición en los indios para hacernos la guerra y no poca por haber traído preso en el mismo ejército a Don Francisco Ramos Mejía con toda la tribu de indios pacíficos que tenían sus tolderías en su estancia Miraflores».
En efecto, el ataque injustificado provocó que las tribus que se habían mantenido hasta ese entonces en paz por voluntad, costumbre y en respeto de lo establecido en el Pacto de Miraflores del 7 de marzo de 1820, se alzaran también contra las poblaciones de la frontera. En abril de 1821 un malón de 1500 hombres de lanza guiados por José Luis Molina, antiguo capataz de Ramos Mejía, destruyeron la naciente población de Dolores.

## Las Bruscas en los planes de reconquista españoles
Las Bruscas tuvieron un papel central en muchos de los planes que circularon en España y en Río para la reconquista del Río de la Plata, especialmente mientras se mantuvo el proyecto y la esperanza de la Expedición Grande.
Como ejemplo, el teniente coronel Fernando Cacho presentó a Casa Flores una Nota de las preparaciones que deben preceder a la llegada del ejército expedicionario del Río de la Plata para que tenga el feliz resultado que se desea. Allí planeaba rescatar a los prisioneros, que estimaba en alrededor de mil hombres, con tres buques, y con los soldados dispersos en la campaña oriental iniciar un movimiento de apoyo previo al desembarco de la expedición.
Cecilio de Álzaga, hijo de Martín de Álzaga, proponía un plan similar. Afirmaba que «La Guardia de Las Bruscas en donde gimen 700 militares españoles dista de la costa por la parte del río Salado y el sur de este 18 leguas y 18 por la parte del puerto llamado Frontón del Norte. Sólo está guarnecido por cuarenta campesinos mal armados algunos de los cuales son chilenos que sirven con disgusto. Bastará enviar tres sumacas grandes o tres bergantines, un buen baqueano como Diego Martínez, que está en Río, y un aviso al oficial de mayor graduación para que se levante con sus compañeros y gane la costa en el momento en que lleguen los barcos».
El plan de Álzaga preveía llevar en los buques armas para los setecientos hombres, lo que ya armados serían desembarcados en Maldonado. Reuniendo a su alrededor a los soldados dispersos, a los realistas convencidos y a milicianos orientales descontentos con la idea de la revolución o con la ocupación portuguesa, confiaba en levantar un ejército de dos o tres mil hombres que daría a la expedición una base firme desde la cual operar.
Otros planes fueron coincidentes en apoyarse en los soldados prisioneros y los establecidos en la Banda Oriental o en el Matto Groso, así como con menor grado de razonabilidad en la supuesta lealtad profunda a la monarquía de los pueblos indígenas o el descontento del pueblo con la revolución por la inestabilidad permanente.
Tras el desvío de la expedición gracias entre otras cosas a las gestiones del agente de las Provincias Unidas en España Andrés Arguibel, y a la descomposición del ejército que desembocó en la rebelión de Rafael de Riego y en el Trienio Liberal, las esperanzas de una fuerza de auxilio se fueron desvaneciendo.